# Bransat
Bransat is een gemeente in het Franse departement Allier (regio Auvergne-Rhône-Alpes) en telt 508 inwoners (1999). De plaats maakt deel uit van het arrondissement Moulins.
De kerk Saint-Georges werd gebouwd in de 12e en 13e eeuw en is beschermd als historisch monument in 1967.

## Geografie
De oppervlakte van Bransat bedraagt 15,6 km², de bevolkingsdichtheid is 32,6 inwoners per km².
De onderstaande kaart toont de ligging van Bransat met de belangrijkste infrastructuur en aangrenzende gemeenten.

## Demografie
Onderstaande figuur toont het verloop van het inwonertal (bron: INSEE-tellingen).
Vanwege een beveiligingsprobleem met de MediaWiki Graph-software is het momenteel niet mogelijk deze grafiek weer te geven. Zodra de software is bijgewerkt zal de grafiek vanzelf weer zichtbaar worden.